# Panathīnaïkos Athlītikos Omilos 2005-2006
Questa voce raccoglie le informazioni riguardanti il Panathīnaïkos Athlītikos Omilos nelle competizioni ufficiali della stagione 2005-2006.

## Maglie
|  | Casa |  | Trasferta | Terza maglia |

## Rosa
| N. |                        | Ruolo | Calciatore                             |
| -- | ---------------------- | ----- | -------------------------------------- |
| 1  | Croazia (bandiera)     | P     | Mario Galinović                        |
| 4  | Grecia (bandiera)      | D     | Ilias Kotsios                          |
| 5  | Sudafrica (bandiera)   | D     | Nasief Morris                          |
| 6  | Brasile (bandiera)     | C     | Flávio Conceição                       |
| 7  | Grecia (bandiera)      | A     | Theofanis Gekas                        |
| 8  | Grecia (bandiera)      | D     | Giannīs Gkoumas (capitano)             |
| 9  | Polonia (bandiera)     | A     | Emmanuel Olisadebe                     |
| 10 | Argentina (bandiera)   | C     | Ezequiel González                      |
| 11 | Grecia (bandiera)      | A     | Dīmītrios Papadopoulos (vice-capitano) |
| 12 | Camerun (bandiera)     | P     | Pierre Ebede                           |
| 14 | Paesi Bassi (bandiera) | C     | Nordin Wooter                          |
| 15 | Croazia (bandiera)     | C     | Srđan Andrić                           |
| 17 | Cipro (bandiera)       | P     | Michalis Shimirtas                     |
| 18 | Romania (bandiera)     | A     | Lucian Sânmărtean                      |
| 19 | Croazia (bandiera)     | D     | Anthony Šerić                          |
| 21 | Cipro (bandiera)       | C     | Constantinos Charalambidis             |

| N. |                      | Ruolo | Calciatore            |
| -- | -------------------- | ----- | --------------------- |
| 22 | Grecia (bandiera)    | C     | Alexandros Tziolīs    |
| 24 | Rep. Ceca (bandiera) | D     | Loukas Vyntra         |
| 25 | Croazia (bandiera)   | C     | Igor Bišćan           |
| 26 | Grecia (bandiera)    | A     | Evangelos Mantzios    |
| 27 | Grecia (bandiera)    | C     | Sotiris Leontiou      |
| 28 | Grecia (bandiera)    | C     | Giōrgos Theodōridīs   |
| 29 | Svezia (bandiera)    | D     | Mikael Nilsson        |
| 30 | Brasile (bandiera)   | C     | Anderson              |
| 31 | Grecia (bandiera)    | D     | Filippos Darlas       |
| 32 | Grecia (bandiera)    | D     | Theodoros Tripotseris |
| 33 | Grecia (bandiera)    | P     | Markos Vellidis       |
| 34 | Grecia (bandiera)    | A     | Stilianos Kritikos    |
| 35 | Grecia (bandiera)    | D     | Stefanos Siontis      |
| 37 | Grecia (bandiera)    | D     | Ioannis Stathis       |
| 40 | Ungheria (bandiera)  | A     | Sándor Torghelle      |
| 45 | Bulgaria (bandiera)  | C     | Vladimir Gadzhev      |

Allenatore:  Alberto Malesani

## Calciomercato

### Sessione estiva
| Acquisti         | Acquisti               | Acquisti               | Acquisti                 |
| R.               | Nome                   | da                     | Modalità                 |
| ---------------- | ---------------------- | ---------------------- | ------------------------ |
| P                | Pierre Ebede           | Chalkidona             | gratuito                 |
| P                | Michalīs Siīmītras     | Ionikos                | gratuito                 |
| D                | Anthony Šerić          | Lazio                  | definitivo (2 milioni €) |
| D                | Mikael Nilsson         | Southampton            | definitivo (600.000 €)   |
| C                | Igor Bišćan            | Liverpool              | gratuito                 |
| C                | Flávio Conceição       | Galatasaray            | definitivo (500.000 €)   |
| C                | Alexandros Tziolīs     | Paniōnios              | definitivo (250.000 €)   |
| C                | Giōrgos Theodōridīs    | PAOK                   | gratuito                 |
| A                | Sándor Torghelle       | Crystal Palace         | definitivo (300.000 €)   |
| A                | Vaggelīs Mantzios      | Paniōnios              | definitivo (200.000 €)   |
| Altre operazioni |                        |                        |                          |
| R.               | Nome                   | da                     | Modalità                 |
| D                | Achilleas Sarakatsanos | Apollōn Smyrnīs        | definitivo (50.000 €)    |
| D                | Giannīs Stathīs        | Panathinaikos Under-20 | -                        |

| Cessioni         | Cessioni               | Cessioni         | Cessioni               |
| R.               | Nome                   | a                | Modalità               |
| ---------------- | ---------------------- | ---------------- | ---------------------- |
| P                | Stefanos Kotsolīs      | Larissa          | definitivo (350.000 €) |
| P                | Alexandros Tzorvas     | Thrasyvoulos     | prestito               |
| D                | Markus Münch           |                  | ritiro                 |
| D                | Giannīs Zaradoukas     | Koropi           | prestito               |
| D                | René Henriksen         | AB               | gratuito               |
| C                | Miltiadīs Sapanīs      | AEK Atene        | gratuito               |
| C                | Silvio Marić           | Dinamo Zagabria  | gratuito               |
| A                | Emmanuel Olisadebe     | Portsmouth       | definitivo (500.000 €) |
| A                | Michalīs Kōnstantinou  | Olympiacos       | gratuito               |
| Altre operazioni |                        |                  |                        |
| R.               | Nome                   | a                | Modalità               |
| D                | Grigoris Kokolakis     | Apollōn Smyrnīs  | prestito               |
| D                | Nikolaos Travlos       | Lamia            | prestito               |
| D                | Manolis Roubakis       | OFI Creta        | gratuito               |
| D                | Konstantinos Iasonidis | Proodeftikī      | prestito               |
| D                | Achilleas Sarakatsanos | Kerkyra          | prestito               |
| C                | Periklis Bousinakis    | Olympiakos Volos | prestito               |
| C                | Xenofon Gitas          | Kerkyra          | prestito               |
| C                | Dimitrios Pantelis     | Koropi           | gratuito               |
| C                | Pantelis Konsantinidis | PAOK             | gratuito               |
| C                | Alexandros Tsemperidis | Koropi           | prestito               |
| A                | Maciej Bykowski        | Górnik Łęczna    | gratuito               |
| A                | Dimitrios Pliagas      | Thrasyvoulos     | prestito               |

### Sessione invernale
| Cessioni | Cessioni           | Cessioni     | Cessioni |
| R.       | Nome               | a            | Modalità |
| -------- | ------------------ | ------------ | -------- |
| P        | Michalīs Siīmītras | Thrasyvoulos | gratuito |
| D        | Aggelos Mpasinas   | Maiorca      | gratuito |
| C        | Flávio Conceição   |              | ritiro   |

## Risultati

### Coppa di Grecia
| Arbitro: | Giannis Tsachilidis |

|            |           |  |
| Kovács 90’ | Marcatori |  |

### UEFA Champions League
| Arbitro: | Benquerença |

|                        |           |  |
| Iaquinta 28’, 73’, 76’ | Marcatori |  |

| Arbitro: | Poulat |

|                                |           |           |
| González 5’ (rig.) Mantzios 8’ | Marcatori | 41’ Klose |

| Atene 18 ottobre 2005, ore 20:45 EEST 3ª giornata | Panathīnaïkos | 0 – 0 referto | Barcellona | Stadio Olimpico di Atene (70.000 spett.)\| Arbitro: \| De Bleeckere \| |
| Arbitro:                                          | De Bleeckere  |               |            |                                                                        |

| Arbitro: | Temmink |

|                                             |           |  |
| van Bommel 1’ Eto'o 14’, 40’, 65’ Messi 34’ | Marcatori |  |

| Arbitro: | Poll |

|                     |           |                          |
| Charalambidis 45+1’ | Marcatori | 81’ Iaquinta 83’ Candela |

| Arbitro: | Fröjdfeldt |

|                                                         |           |            |
| Micoud 2’ (rig.) Valdez 28’, 31’ Klose 51’ Frings 90+1’ | Marcatori | 53’ Morris |